# Sièges réservés (Inde)
 (octobre 2024).
 (novembre 2024).
Si vous disposez d'ouvrages ou d'articles de référence ou si vous connaissez des sites web de qualité traitant du thème abordé ici, merci de compléter l'article en donnant les références utiles à sa vérifiabilité et en les liant à la section « Notes et références ».
Pour un article plus général, voir Sièges réservés.

## Anglo-indiens
La communauté anglo-indienne est la seule en Inde à bénéficier de ses propres représentants nommés au Lok Sabha (Chambre des Représentants). Ce droit leur a été assuré par Jawaharlal Nehru à la demande de Frank Anthony, premier président de l'All India Anglo-Indian Association. La communauté est représentée par deux membres. La justification en était qu'elle ne disposait pas de son propre État d'origine. Les Assemblées législatives du Bihar et du Kerala comptent chacune un membre nommé issu de la communauté anglo-indienne.

## Femmes
À la mi-juillet 1998 a eu lieu au Parlement indien un débat important à la suite du dépôt par le gouvernement d'un projet de loi visant à attribuer aux femmes un quota d'un tiers de l'ensemble des sièges au sein de cette assemblée. L'adoption de ce projet, déjà repoussée en 1996, a été postposée en raison de l'opposition et des manœuvres procédurières de retardement de plusieurs députés qui estimaient qu'un tel projet ne favoriserait que les femmes des classes moyennes urbaines. Certains députés ont exigé que des quotas soient alloués pour les femmes hindouistes de basse caste, ainsi que pour les femmes musulmanes. Le gouvernement a déclaré pour sa part qu'il était prêt à envisager des quotas pour la première catégorie. 